# Lee Metcalf
Lee Metcalf (Stevensville, 1911. január 28. – Helena, 1978. január 12.) az Amerikai Egyesült Államok szenátora (Montana, 1961–1978).